# Université de défense nationale de Malaisie
L'université de défense nationale de Malaisie (Universiti Pertahanan Nasional, UPNM) est une université militaire, situé dans le camp de Sungei Besi, à Kuala Lumpur. L'université est un pionnier dans le respect des exigences et du développement de la modernité des[Quoi ?] Forces armées malaisiennes. Sur l'année 2008, il a environ 1 500 étudiants de premier cycle, dont plus de 1 300 sont des élèves officiers.
Son objectif est de devenir une institution de premier choix pour la formation militaire, l'éducation et des études de la défense.